# Копаново
Копаново или Горно Копаново (среща се и формата Купаново, на гръцки: Κοπανός, Копанос, до 1953 година Άνω Κοπανός, Ано Копанос) е село в Република Гърция, част от дем Негуш в област Централна Македония.

## География
Селото е разположено в областта Сланица в западната част на Солунското поле, на надморска височина от 80 m в подножието на планината Каракамен (Негуш планина или Дурла, на гръцки Вермио) на железопътната линия Бер (Верия) - Воден (Едеса). От град Негуш (Науса) е отдалечено на 7 km в източна посока.

## История

### В Османската империя
Според гръцки източници в края на XVIII век жителите на Горно и Долно Копаново говорят „славомакедонски“.
В края на XIX век селото е в Берска каза на Османската империя. Александър Синве („Les Grecs de l’Empire Ottoman. Etude Statistique et Ethnographique“) в 1878 година пише, че в Епано Копанос (Epano-Copanòs), Берска епархия, живеят 200 гърци. Според статистиката на Васил Кънчов („Македония. Етнография и статистика“) в 1900 година в Горно Купаново живеят 175 българи християни. По данни на секретаря на Българската екзархия Димитър Мишев („La Macédoine et sa Population Chrétienne“) в 1905 година в Горно Купаново има 232 българи патриаршисти гъркомани. Според отчет на Солунската българска митрополия в Горно Копаново работи българско училище с учител Христо Попанастасов от Воденско.
В 1910 година в Горно Копаново (Άνω Κοπανός) има 185 жители екзархисти.
На 1 март 1911 година между Горно и Долно Копаново гръцка чета убива двама селяни. Преследвана от войсково отделение, четата се оттегля, но се натъква на друга войскова част и в сражението дава три жертви.

### В Гърция
В 1912 година през Балканската война в селото влизат гръцки войски, а след Междусъюзническата война в 1913 година Копаново остава в Гърция. В 1913 година Панайотис Деказос, отговарящ за земеделието при Македонското губернаторство, споменава Горно Копаново (Άνω Κοπανός) като село населено с „26 семейства славомакедонци“. При преброяването от 1913 година в селото има 98 мъже и 112 жени.
Боривое Милоевич пише в 1921 година („Южна Македония“), че Горно Копаново има 25 къщи християни славяни.
В 20-те години в селото са заселени 186 понтийски гърци, бежанци от Турция. В 1928 година Горно Копаново е смесено (местно-бежанско) селище с 94 бежански семейства и 374 жители бежанци. В 1953 година селото е прекръстено само на Копанос, тъй като Долно Копаново е прекръстено на Хариеса.
В 1987 година Спирос Лукатос посочва „език на жителите български“ (γλώσσα κατοίκων βουλγαρική).
Селото е център на целия овощарски район и в него има фабрика за преработка на плодове. С овошки са насадени 6000 декара.
| Година    | 1913 | 1920 | 1928 | 1940 | 1951 | 1961 | 1971 | 1981 | 1991 | 2001 | 2011 | 2021 |
| --------- | ---- | ---- | ---- | ---- | ---- | ---- | ---- | ---- | ---- | ---- | ---- | ---- |
| Население | 210  | 228  | 647  | 698  | 1181 | 1383 | 1567 | 1851 | 1993 | 2144 | 1853 | 1781 |

## Личности
Родени в Копаново
- Аргир Карабатаков, участник в Гръцката война за независимост
- Георги Танасов (Γεώργιος Θανάσ), гръцки андартски деец, епитроп на гръцките училища в района на Копаново[17]
- Мицо Карабатаков (Μήτσι Καραμπατάκης), гръцки андартски деец, епитроп на гръцките училища в района на Копаново[17]
- Стойо Арабаджиев (Στόγιο Αραμπατζί), гръцки андартски деец, епитроп на гръцките училища в района на Копаново[17]
- Христо Трайков (Χρίστος Τράιος), гръцки андартски деец, епитроп на гръцките училища в района на Копаново[17]

Починали в Копаново
- Трайко (? – 1910), четник при Апостол Петков до Младотурската революция от 1908 година, след пролетта на 1910 година е берски войвода. Загива, заедно с един свой четник, на 17 април в Копаново в сражение с турски аскер.